# Fratelli Treves
Fratelli Treves è stata una casa editrice italiana con sede a Milano. Fondata nel 1861 dal triestino Emilio Treves, fu attiva con il proprio nome fino al 1939.

## Storia

### Dalla fondazione al 1889
La casa editrice nacque il 1º gennaio 1861 con il nome del fondatore: «Emilio Treves». A differenza di molti editori, non si dedicò ai feuilleton, ma pubblicò opere letterarie della scapigliatura, adatte a un pubblico colto, di autori quali Igino Ugo Tarchetti e Antonio Ghislanzoni. Dal 1867 iniziò a stampare anche in proprio, rilevando una tipografia già avviata. Nel 1868 pubblicò nella collana "Biblioteca utile" (nº 84), una delle prime opere di Edmondo De Amicis, La vita militare, stampata dalla tipografia di Pietro Agnelli; lo scrittore instaurò con la casa editrice una duratura collaborazione professionale.
Nel 1870 Emilio associò alla conduzione il fratello minore Giuseppe (1838-1904), cui affidò tutta la parte amministrativa e commerciale. Nel 1872, quando la collaborazione divenne continuativa, la casa editrice prese il nome definitivo di «Fratelli Treves».
Successivamente Treves si avvicinò al verismo pubblicando l'allora sconosciuto Giovanni Verga (Eva, 1873), che portò al successo. In pochi anni la casa editrice avviò collaborazioni con i migliori scrittori italiani dell'epoca. Tra gli altri: Anton Giulio Barrili,  Vittorio Bersezio, Camillo Boito, Giacinto Gallina, Gerolamo Rovetta, Emilio De Marchi, Maria Virginia Fabroni, Cordelia (pseudonimo di Virginia Tedeschi-Treves, moglie di Giuseppe Treves) e Gabriele D'Annunzio, il poeta più noto dell'epoca.
Treves pubblicò le prime traduzioni italiane di opere di scrittori stranieri come Flaubert, Zola, Bourget, Maupassant, di romanzieri russi come Tolstoj (Anna Karenina, Guerra e pace, La sonata a Kreutzer, I cosacchi, Padrone e servitore), Dostoevskij (Dal sepolcro de' vivi, Il delitto e il castigo, Povera gente, I fratelli Karamazov, L'idiota), Turgenev e Gor'kij, nonché di Sienkiewicz (Invano, Oltre il mistero, I crociati); inoltre va segnalato lo scozzese Samuel Smiles: il suo Chi si aiuta Dio l'aiuta ebbe ben 73 edizioni nell'arco di cinquant'anni.
La «Fratelli Treves» passò poi da una proposta per un pubblico colto a una proposta per il largo pubblico.
Catalogo collane
- Biblioteca utile (dal 1864)[1];
- Biblioteca amena (dal 1868 al 1930, libri a 1 lira)[2]. Ospitò autori quali Anton Giulio Barrili e gli scapigliati Igino Ugo Tarchetti, Luigi Gualdo e, successivamente, Arrigo Boito[3]; fece conoscere in Italia molti scrittori stranieri contemporanei. Dal 1931 al 1936 fu continuata dalla Nuova biblioteca amena;
- Biblioteca dei Viaggi;
- Biblioteca delle Meraviglie.

Portafoglio giornali e riviste
- Museo di famiglia (dal 1861)[4];
- Annuario scientifico e industriale (dal 1861)[5];
- Il giro del mondo (dal 1864);
- Universo illustrato (dal 1867, settimanale);
- L'Illustrazione popolare (nasce il 7 novembre 1869; dal n. 42 del 15 settembre 1895 diventa Illustrazione popolare. Giornale per le famiglie), inizialmente bisettimanale, poi settimanale (dal 15 febbraio 1872)[6];
- Corriere di Milano: Treves decise di entrare anche nel settore dei quotidiani e nel 1869 fondò il "Corriere". Assunse personalmente la direzione e impostò una linea di moderatismo e costituzionalismo. Il quotidiano annoverò tra i collaboratori figure di primo piano come Girolamo Boccardo (giurista), Vittorio Imbriani, Paolo Ferrari e Antonio Caccianiga (scrittore). Caporedattore fu il giovane Eugenio Torelli Viollier. Dopo aver realizzato buoni profitti, il Corriere fu venduto alla società editrice del concorrente Il Pungolo nel 1874;
- Il giornale popolare di viaggi (dal 1871);
- Nuova Illustrazione Universale (dal dicembre 1873 al 1875)[7];
- L'Illustrazione Italiana (giornale illustrato, dal 1º novembre 1875 al 1939: fiore all'occhiello della casa editrice). Assorbì la Nuova Illustrazione Universale;
- Margherita (rivista femminile, dal 1878. Fu redatta da Cordelia);
- Milano L'Esposizione Italiana (1881)
- Mondo piccino (per i più piccoli, dal 1886).

Il 17 ottobre 1886 uscì Cuore di De Amicis. L'opera riscosse un immediato successo e in pochi mesi superò le quaranta edizioni. Nel 1889 l'elenco degli scrittori fu impreziosito dall'arrivo di Gabriele D'Annunzio, scrittore già affermato all'epoca.

### Dal 1890 al 1939
Tra la fine del secolo e l'inizio di quello successivo uscirono due nuovi giornali illustrati: Corriere illustrato (settimanale, che però subì la concorrenza della potente Domenica del Corriere di Luigi Albertini) e Il Secolo XX (1902 - 1913; nel 1927 passò alla Rizzoli, che lo pubblicò fino al 1933, mensile, pensato in risposta a La Lettura, altra creatura di Albertini), cui collaborarono Gabriele D'Annunzio, Raffaello Barbiera, Ada Negri e Ugo Ojetti. Tra i disegnatori della prima pagina comparvero le firme di Duilio Cambellotti, Rodolfo Paoletti e Luigi Bompard.

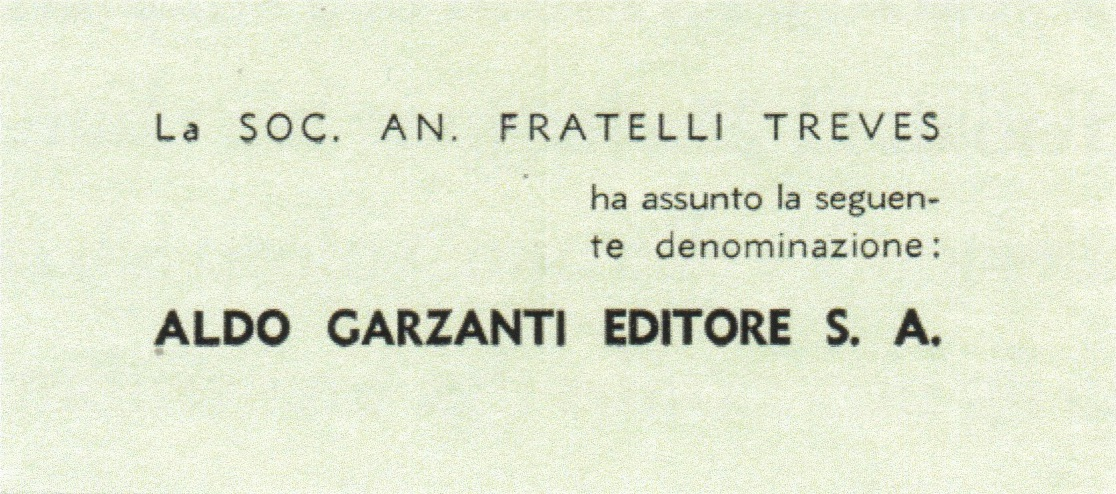
L'Avviso che nel 1939 Aldo Garzanti inserì nei volumi Treves in catalogo dopo aver rilevato la casa editrice.

Nel 1904, dopo la morte prematura di Giuseppe Treves, Emilio decise di aprire la casa editrice a fonti di finanziamento esterne, costituendo una società anonima. Acquistarono le quote principali lo stesso Treves, la coniuge Virginia e la Banca Zaccaria Pisa. La direzione aziendale fu condivisa tra Emilio e il nipote Guido Treves, figlio del fratello Enrico.

L'attività della casa editrice attraversò un periodo di costante espansione: nel decennio 1900-1910 la produzione salì da 88 nuovi titoli all'anno a 188 (senza contare le riedizioni dei dizionari e dei libri scolastici).

Tra le nuove collaborazioni, si segnalarono quelle con gli scrittori Luigi Capuana, Luigi Pirandello e Federigo Tozzi. Tra gli stranieri spiccò la presenza di Herbert George Wells. Nel 1911 Treves inaugurò la prima libreria all'estero, aprendo a Buenos Aires.
Degna di nota è anche la riedizione di Quo vadis? di Sienkiewicz nel 1914 che, in un'iniziativa editoriale inusuale per l'epoca, fu accompagnata da 78 fotografie di scena tratte dell'omonimo film di Enrico Guazzoni, uscito nel 1913.
Nel 1916 morirono il fondatore Emilio Treves e Virginia Tedeschi-Treves, moglie del fratello minore Giuseppe; l'azienda rimase in mano a Guido e alla moglie Antonietta Pesenti, che nominarono consigliere delegato Giovanni Beltrami. La casa editrice continuò la propria attività, reggendo però con difficoltà la crescente concorrenza. Conservò peraltro un catalogo di prim'ordine: pubblicava opere di Giuseppe Antonio Borgese, Marino Moretti, Ugo Ojetti, Alfredo Panzini, Grazia Deledda, Luciano Zuccoli, Rosso di San Secondo e Sem Benelli.
Nel 1926, alla morte di Beltrami, salì alla guida della Treves Calogero Tumminelli. Nel 1931 la Tumminelli Editore si fuse con le case editrici Treves e Treccani, costituendo la «S.A. Treves-Treccani-Tumminelli», che venne diretta dallo stesso Tumminelli. L'improvvisa morte di Guido Treves (12 maggio 1932) causò lo scioglimento del sodalizio. Ricostituita come casa editrice autonoma nel 1933, Antonietta Pesenti (vedova di Guido) si pose a capo della nuova struttura editoriale, ma l'azienda, sottocapitalizzata, perse in pochi anni la maggior parte degli autori e non seppe far fronte ai necessari investimenti per modernizzare gli impianti tipografici, che divennero rapidamente obsoleti.
Nel 1938 l'azienda, soffocata dai debiti, fu rilevata attraverso l'Istituto per la ricostruzione industriale (IRI) dall'industriale forlivese Aldo Garzanti. L'anno seguente, a causa della promulgazione delle leggi razziali, Garzanti sostituì il proprio nome a quello originale.